# لری رودالف
لری رودالف (به انگلیسی: Larry Rudolph، زاده ۲۴ ژوئیه ۱۹۶۳) مدیر تلنت و وکیل سرگرمی آمریکایی است. وی به عنوان مدیر برنامه بریتنی اسپیرز شناخته شده‌است که از سال‌های ۱۹۹۸ تا ۲۰۰۴ و ۲۰۰۴ تاکنون با وی بوده‌است.

## زندگی‌نامه
رودالف در برانکس، نیویورک به دنیا آمد. وی فعالیت خود را به عنوان یک وکیل سرگرمی آغاز کرد و در سال ۱۹۹۲ یک مؤسسه حقوقی نیویورک با نام رودولف بیر (به انگلیسی: Rudolph & Beer) تشکیل داد. این مؤسسه در سال ۲۰۰۳ بسته شد و رودالف اظهار داشت: «اگرچه من در حرفه ۱۵ ساله خود به عنوان وکیل افتخار می‌کنم، اما فهمیدم که اشتیاق واقعی من در مدیریت نهفته‌است.»
رودالف علاوه بر بریتنی اسپیرز، با هنرمندان موسیقی همچون آوریل لوین، مایلی سایرس، ویل.آی.ام، نیکول شرزینگر، جاستین تیمبرلیک، نیک لچی، بکستریت بویز، تونی برکستون، سویز بیتز، کیم پتراس و دی‌ام‌اکس (رپر) همکاری داشته‌است.
در سال ۲۰۱۸، وی در مصاحبه با تی‌ام‌زد اعلام کرد: «به عنوان راهنمای حرفه ای بریتنی و بر اساس اطلاعاتی که خودم و دیگر همکاران او در دست دارند، مطمئن هستم او اقامت لاس وگاس خود را ادامه نخواهد داد و احتمال دارد هرگز نتواند فعالیتش را از سر بگیرد.»